# Catedral de San Finbar
La Catedral de San Finbar o Catedral de San Fin Barre (en irlandés: Ardeaglais Naomh Fionnbarra; en inglés: Saint Finbarre's Cathedral) es una catedral de la Iglesia de Irlanda situada en la ciudad de Cork, en Irlanda. El emplazamiento de la catedral ha sido lugar de culto desde el siglo VII. Los tres chapiteles de la catedral son una de las señas de identidad más representativas del condado de Cork. En ella se encuentra el obispado de Cork, Cloyne y New Ross.

## Historia

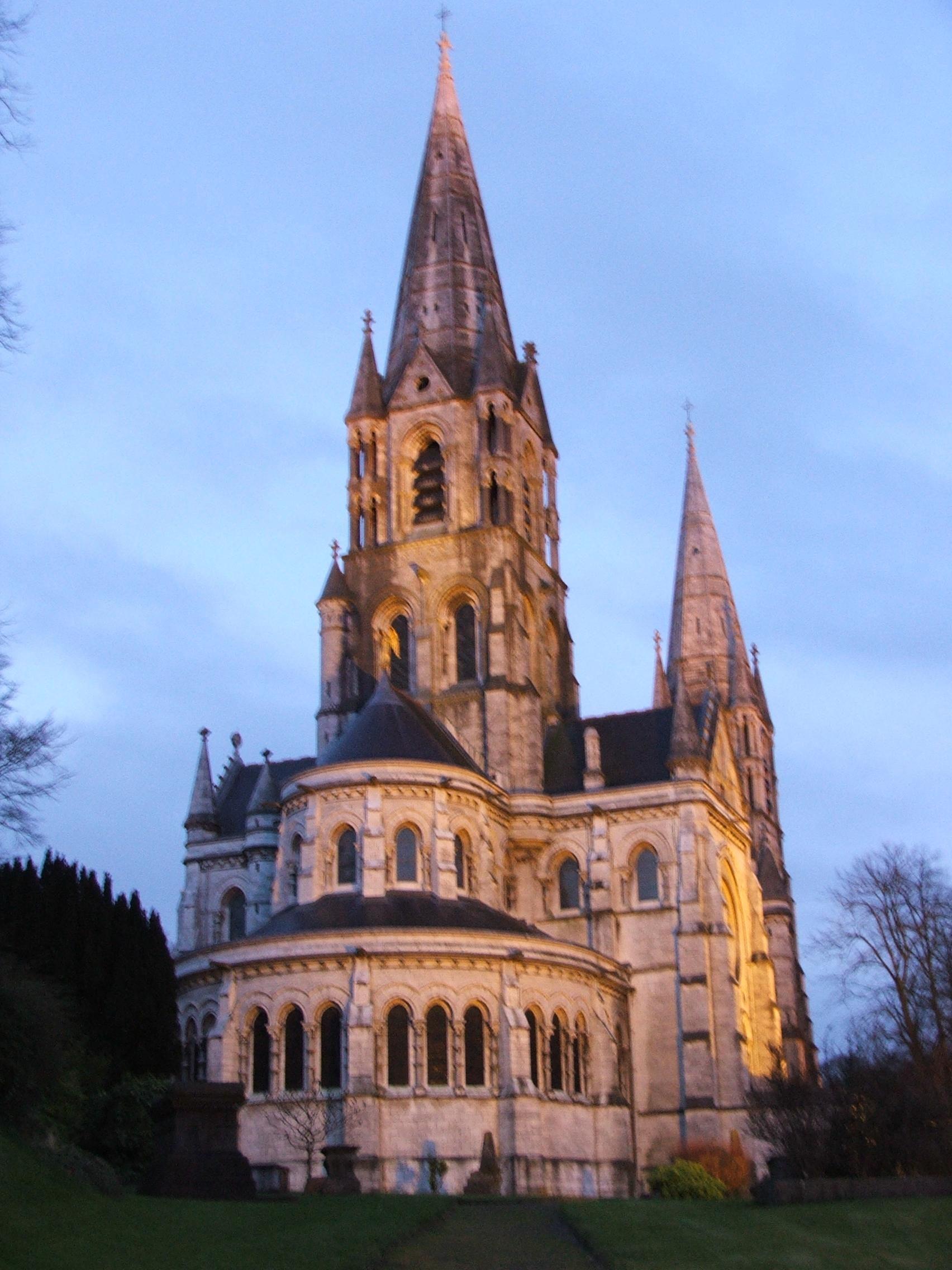
Ábside de la catedral, santuario.

### Medievo
Hubo una catedral situada en el actual emplazamiento antes de su reconstrucción en el 
siglo XVIII y aún hay vestigios de su existencia. Fue dañada y prendida fuego durante el 
asedio a Cork en 1689/1690. Cuando se demolió su campanario en 1865, se 
descubrió un cañón de casi once kilogramos y que actualmente pende de 
una cadena en el deambulatorio.

### La Catedral delsigloXVIII
Después de su demolición, en 1735 se construyó una edificación pequeña en su lugar por encargo del obispo Peter Browne, y que luego se demolería de nuevo en 1865 para construir lo que es la actual catedral. Sin embargo, el portón principal se dejó intacto.

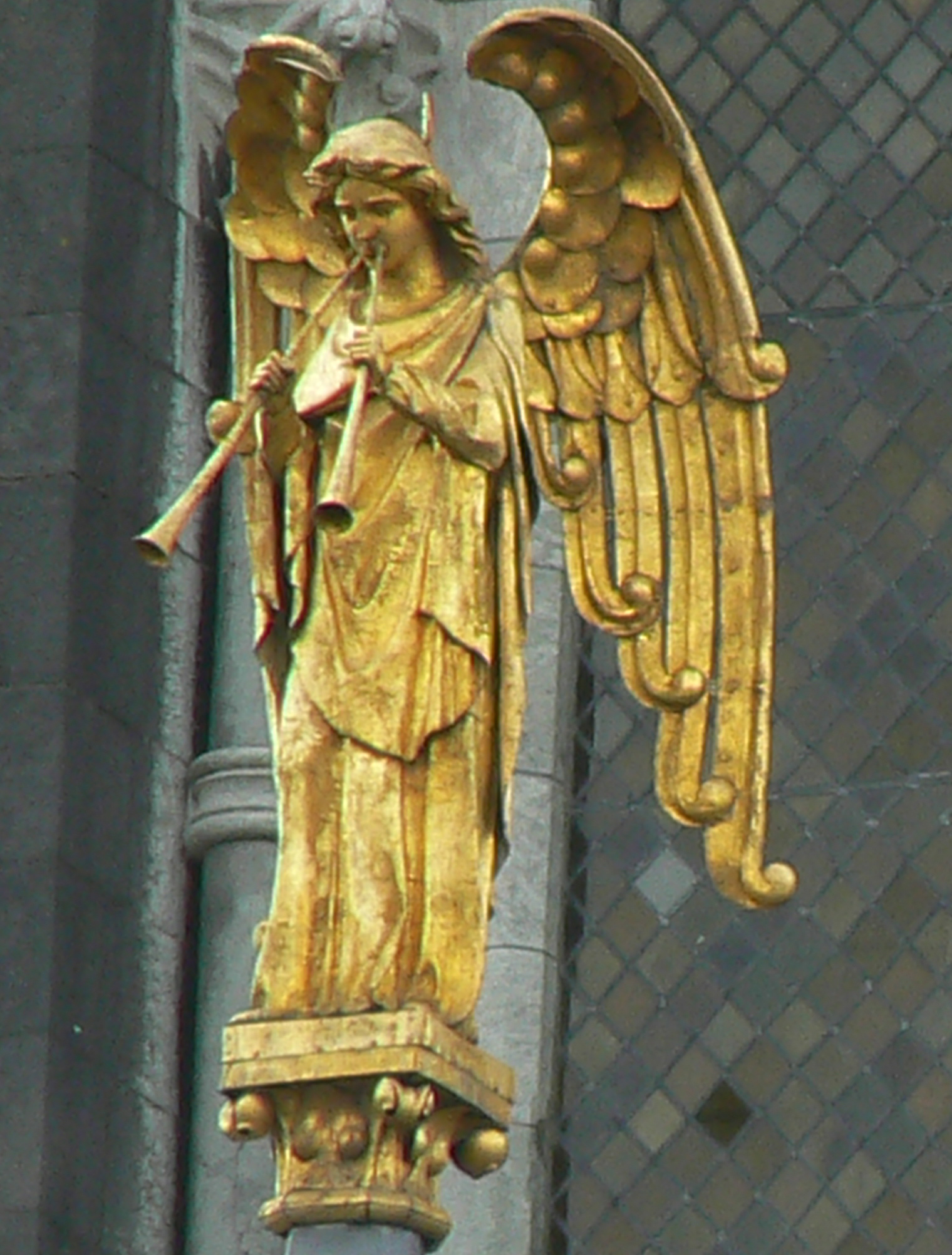
El Ángel de la Resurrección del arquitecto Burges.

### La Catedral en la actualidad
El arquitecto William Burges inició planificación de los trabajos de reconstrucción de la actual catedral neogótica en 1862. La contruction comenzó en 1865 y, aún sin terminar, se consagró en 1870. Se completó en 1879 con la finalización de las torres y su chapiteles.
Además, Burges donó un ángel de cobre y papel de oro, puesto sobre el pináculo del santuario. Existe una superstición local que cuenta que si algún día cae el ángel del tejado, significaría el fin del mundo.